# Trochopsammia infundibulum
Trochopsammia infundibulum är en korallart som beskrevs av Pourtalès 1878. Trochopsammia infundibulum ingår i släktet Trochopsammia och familjen Dendrophylliidae. Inga underarter finns listade i Catalogue of Life.